# Paracopidosoma ephemeri
Paracopidosoma ephemeri är en stekelart som beskrevs av Svetlana N. Myartseva 1977. Paracopidosoma ephemeri ingår i släktet Paracopidosoma och familjen sköldlussteklar.
Artens utbredningsområde är:
- Mongoliet.
- Turkmenistan.

Inga underarter finns listade i Catalogue of Life.